# Unione Sportiva Messinese 1925-1926
Questa pagina raccoglie i dati riguardanti l'U.S. Messinese nelle competizioni ufficiali della stagione 1925-1926.

## Rosa
| N. |                   | Ruolo | Calciatore        |
| -- | ----------------- | ----- | ----------------- |
|    | Italia (bandiera) | C     | Consolo           |
|    | Italia (bandiera) | C     | Eguaida           |
|    | Italia (bandiera) | A     | Edoardo Fulci I   |
|    | Italia (bandiera) | C     | Febo Fulci II     |
|    | Italia (bandiera) | D     | Francesco Gentile |
|    | Italia (bandiera) | A     | Galasso           |
|    | Italia (bandiera) | D     | Gottardi          |
|    | Italia (bandiera) | A     | Isidoro La Bruna  |
|    | Italia (bandiera) | A     | La Valle          |
|    | Italia (bandiera) | P     | Alfredo Lucchesi  |

| N. |                   | Ruolo | Calciatore         |
| -- | ----------------- | ----- | ------------------ |
|    | Italia (bandiera) | A     | Francesco Marzullo |
|    | Italia (bandiera) | C     | Mondello           |
|    | Italia (bandiera) | C     | Pocobelli I        |
|    | Italia (bandiera) | C     | Giovanni Parisi    |
|    | Italia (bandiera) | D     | Ritter             |
|    | Italia (bandiera) | A     | Salvini            |
|    | Italia (bandiera) | A     | Antonio Sparacino  |
|    | Italia (bandiera) | A     | Sticher            |
|    | Italia (bandiera) | C     | Giovanni Stracuzzi |

## Risultati

### Prima Divisione

#### Sezione siciliana
| Arbitro: | Pauzano (Castellammare di Stabia) |

|                                          |           |  |
| Negri ?’, ?’, ?’, ?’ Busuttil ?’, ?’, ?’ | Marcatori |  |

| Arbitro: | Ciaccio (Taranto) |

|                  |           |  |
| Casini 5’ (aut.) | Marcatori |  |

#### Semifinali Lega Sud - girone A

##### Girone di andata
| Arbitro: | Fontana (Napoli) |

|                           |           |                                         |
| Mondello 51’ Mazzullo 54’ | Marcatori | 28’, 41’ Bellomo 40’ Sartoris 90’ Hajdu |

| Arbitro: | Torro (Taranto) |

|                                        |           |  |
| Sallustro 19’, 41’, 55’ Ghisi 47’, 57’ | Marcatori |  |

| Arbitro: | De Michele (Taranto) |

|  |           |                |
|  | Marcatori | 80’ Bianchi II |

| Messina 18 aprile 1926 5ª giornata | Messinese | 0 – 2 A tav. per forfait referto | Anconitana |  |

##### Girone di ritorno
| Arbitro: | Esposito (Napoli) |

|                                                       |           |  |
| Terrevoli 7’, 24’ Costantino 9’, 76’ Perilli 51’, 70’ | Marcatori |  |

| Arbitro: | De Michele (Taranto) |

|  |           |                                                      |
|  | Marcatori | 5’ Ghisi I 80’, 86’ Ferrari 78’ Sallustro 16’ Sacchi |

| Arbitro: | Zennaro (Genova) |

|                                                  |           |  |
| Sansoni III 10’ Ferraris IV 43’ Delfini 48’, 88’ | Marcatori |  |

| Ancona 30 maggio 1926 10ª giornata | Anconitana | 2 – 0 A tav. per forfait referto | Messinese |  |

## Statistiche

### Statistiche di squadra
| Competizione                       | Punti | In casa | In casa | In casa | In casa | In casa | In casa | In trasferta | In trasferta | In trasferta | In trasferta | In trasferta | In trasferta | Totale | Totale | Totale | Totale | Totale | Totale | DR  |
| Competizione                       | Punti | G       | V       | N       | P       | Gf      | Gs      | G            | V            | N            | P            | Gf           | Gs           | G      | V      | N      | P      | Gf     | Gs     | DR  |
| ---------------------------------- | ----- | ------- | ------- | ------- | ------- | ------- | ------- | ------------ | ------------ | ------------ | ------------ | ------------ | ------------ | ------ | ------ | ------ | ------ | ------ | ------ | --- |
| Prima Divisione - girone siciliano | 2     | 1       | 1       | 0       | 0       | 1       | 0       | 1            | 0            | 0            | 1            | 0            | 7            | 2      | 1      | 0      | 1      | 1      | 7      | -6  |
| Prima Divisione - semifinali Sud   | 0     | 4       | 0       | 0       | 4       | 2       | 12      | 4            | 0            | 0            | 4            | 0            | 17           | 8      | 0      | 0      | 8      | 2      | 29     | -27 |
| Totale                             | -     | 5       | 1       | 0       | 4       | 3       | 12      | 5            | 0            | 0            | 5            | 0            | 24           | 10     | 1      | 0      | 9      | 3      | 36     | -33 |

### Statistiche dei giocatori
| Giocatore    | Prima Divisione | Prima Divisione |
| Giocatore    | Presenze        | Reti            |
| ------------ | --------------- | --------------- |
| Consolo      | 1               | 0               |
| Fulci (I)    | 5               | 0               |
| Fulci (II)   | 4               | 0               |
| Galasso      | 3               | 0               |
| Gentile      | 7               | 0               |
| Gottardi     | 3               | 0               |
| I. La Bruna  | 8               | 0               |
| A. Lucchesi  | 8               | -32             |
| F. Marzullo  | 7               | 1               |
| Mondello     | 8               | 1               |
| Pocobelli    | 6               | 0               |
| Puglisi      | 1               | 0               |
| Ritter       | 8               | 0               |
| Salvini      | 1               | 0               |
| Sparacino    | 8               | 0               |
| G. Stracuzzi | 2               | 0               |